# Першотравнева сільська рада (Долинський район)
| Першотравнева сільська рада — орган місцевого самоврядування у Долинському районі Кіровоградської області з адміністративним центром у с-щі Першотравневе. Сільській раді підпорядковані населені пункти: - с-ще Першотравневе - с. Мирне |

## Склад ради
Рада складається з 12 депутатів та голови.

### Керівний склад ради
| ПІБ                        | Основні відомості                                                    | Дата обрання | Дата звільнення |
| -------------------------- | -------------------------------------------------------------------- | ------------ | --------------- |
| Омельченко Сергій Петрович | Сільський голова, 1980 року народження, освіта, член народної партії | 26.03.2006   | 31.10.2010      |
| Омельченко Сергій Петрович | Сільський голова, 1980 року народження, освіта вища, безпартійний    | 31.10.2010   |                 |

Примітка: таблиця складена за даними джерела

## Населення
Згідно з переписом УРСР 1989 року чисельність наявного населення сільської ради становила 1060 осіб, з яких 527 чоловіків та 533 жінки.
За переписом населення України 2001 року в сільській раді мешкало 859 осіб.

### Мова
Розподіл населення за рідною мовою за даними перепису 2001 року:
| Мова       | Відсоток |
| ---------- | -------- |
| українська | 95,93 %  |
| російська  | 1,98 %   |
| білоруська | 0,58 %   |
| вірменська | 0,35 %   |
| молдовська | 0,35 %   |
| румунська  | 0,35 %   |
| інші       | 0,46 %   |